# Árdana
Árdana är en ort i Cypern.   Den ligger i distriktet Eparchía Ammochóstou, i den östra delen av landet, 50 km öster om huvudstaden Nicosia. Árdana ligger 266 meter över havet och antalet invånare är 330. Den ligger på ön Cypern.
Terrängen runt Árdana är kuperad åt nordväst, men åt sydost är den platt.Trakten runt Árdana är ganska glesbefolkad, med 25 invånare per kvadratkilometer. Närmaste större samhälle är Tríkomo, 7,8 km söder om Árdana. Trakten runt Árdana är i huvudsak ett öppet busklandskap.
Stäppklimat råder i trakten. Årsmedeltemperaturen i trakten är 22 °C. Den varmaste månaden är augusti, då medeltemperaturen är 33 °C, och den kallaste är januari, med 11 °C. Genomsnittlig årsnederbörd är 450 millimeter. Den regnigaste månaden är december, med i genomsnitt 99 mm nederbörd, och den torraste är augusti, med 1 mm nederbörd.